# Giulio Raimondo Mazzarino
Giulio Raimondo Mazzarino, tudi Jules Mazarin, francoski kardinal in državnik italijanskega rodu, * 14. julij 1602, Pescina, Neapeljsko kraljestvo, † 9. marec 1661, Vincennes, Francija.
Bil je sposoben politik, ki je služil Franciji kot prvi minister od 1642 do svoje smrti. Nasledil je svojega mentorja kardinala Richelieuja.